# レンタル掲示板
レンタル掲示板（レンタルけいじばん）とは、ネット上で電子掲示板のシステムをサイトにより開設して、開設者が管理者（管理員や管理人とも言う）となって運営する掲示板である。

## 概要
レンタル掲示板を用いて電子掲示板を運営することにより、CGIやPHPなどの知識を使うことなく、掲示板の開設側はサーバの設定も必要がなく気軽に開設できるため、簡単に運営できる。ただ、機能などはサイトによって異なり、完全に自作の電子掲示板と比べて限られてしまう。
livedoor したらば掲示板は、2ちゃんねるの機能に類似し、レスアンカーやコマンドの入力などが共通している。

## レンタル掲示板の例
- livedoor したらば掲示板
- ティーカップ・コミュニケーション
- Rara掲示板
- ロケットBBS
- NIERU
- EBBS
- Z-Z BOARD
- せっかく掲示板
- iboard
- わいわいkakiko (サービス終了済)
- @chs
- よもやまBBS
- Mugcup